# Oliola
Oliola es un municipio español de la provincia de Lérida, situado en la comarca catalana de la Noguera. Incluye los núcleos de Claret, Coscó, El Gos, Maravella, Plandogau, Renant y La Serra de Dalt.

## Historia
La villa fue colonizada en 1035 aunque la reconquista había tenido lugar en 908. El primer señor de su castillo fue Pere de Puigverd. Perteneció en origen al condado de Urgel y más tarde a la casa de Cardona a la que perteneció hasta el fin de los señoríos.

## Geografía humana

### Demografía
Cuenta con una población de 196 habitantes (INE 2024).
| Gráfica de evolución demográfica de Oliola entre 1842 y 2021 |
| |
| Población de derecho según los censos de población del INE Población de hecho según los censos de población del INEEntre el censo de 1857 y el anterior, crece el término del municipio porque incorpora a 255142 (Coscó), 255290 (Plandogau), 255310 (Renant) |

## Cultura
La iglesia parroquial de Oliola, de origen románico, está dedicada a San Tirso. Es de nave única con ábside semicircular decorado con bandas de estilo lombardo y arcuaciones ciegas. En su interior, que ha sido muy reformado, se conservan algunos restos de pinturas murales. El campanario adosado es de base cuadrada y está comunicado interiormente con el templo.
Otros edificios románicos dentro del término municipal son la iglesia de San Salvador en el Gos, de nave única y con portalada apuntada y la capilla de Santa María en la Serra de Dalt, con ábside liso y nave sobrealzada.
Oliola celebra su fiesta mayor en el mes de agosto.

## Economía
La principal actividad económica es la agricultura de secano. Destacan los cultivos de cereales, viña y olivos.
También al ser un pueblo pintoresco el turismo tiene un papel importante en la economía y en este sentido existe una casa de colonias cuya capacidad es de 105 personas, la cual tiene un campo de deportes, piscina, calefacción. Se pueden realizar actividades deportivas tales como rafting y otras activades propias de río. También se pueden hacer otras actividades de tierra, como BTT, o escalada; La casa de colonias es muy bonita y disfrutaras de sus preciosas vistas al campo, la casa de colonias se llama "l'Era" con unos guapisimos monitores en prácticas.